# Anglo-egyptiska fördraget 1936

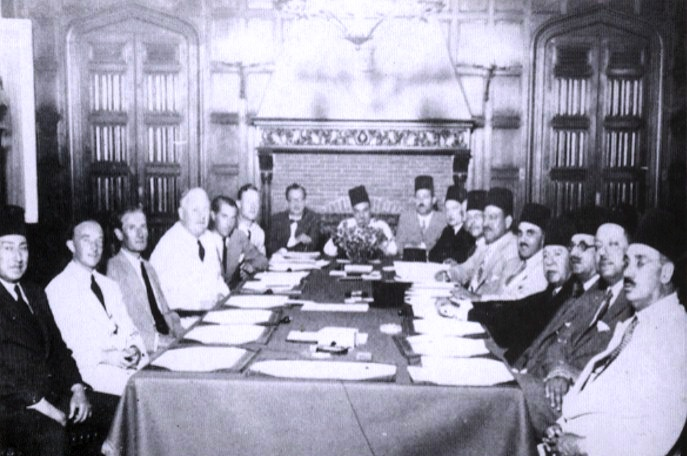
Förhandlingar i augusti 1936.

Anglo-egyptiska fördraget 1936 (engelska: Anglo-Egyptian treaty of 1936) var ett bilateralt avtal mellan Egypten och Storbritannien, vilket undertecknades 1936. Enligt avtalet drog Storbritannien tillbaka sina sista trupper från Egypten, men fick lov att även i fortsättningen närvara militärt vid Suezkanalen i 20 års tid. Tillbakadragandet skedde i juni 1956.

### Fotnoter
1. ↑  Laurie Milner. ”The Suez Crisis” (på engelska). BBC. http://www.bbc.co.uk/history/british/modern/suez_01.shtml. Läst 10 januari 2016.